# Geisleria
Geisleria is een monotypisch geslacht in de familie Stictidaceae. Het bevat alleen de soort Glomerobolus gelineus.